# Karzeł Smoka
Karzeł Smoka (również DDO 208) – karłowata galaktyka sferoidalna znajdująca się w gwiazdozbiorze Smoka w odległości 280 tys. lat świetlnych od Ziemi. Została odkryta w 1954 roku przez Alberta Wilsona na płytach fotograficznych wykonanych w programie Palomar Observatory Sky Survey. Galaktyka ta należy do Grupy Lokalnej i jest satelitą Drogi Mlecznej.
W trakcie badań prowadzonych w 1961 roku przez Waltera Baade i Henriettę Swope oraz w 1964 roku przez Paula Hodge’a znaleziono w tej galaktyce ponad 260 gwiazd zmiennych (w tym 5 gwiazd typu RR Lyrae).
Karzeł Smoka jest jedną z najsłabszych znanych galaktyk, zawiera ona tylko stare gwiazdy bez znaczącej ilości materii międzygwiazdowej.